# Marums kyrka
Marums kyrka är en kyrkobyggnad som sedan 2006 tillhör Ardala församling (1992–2006 Marum-Gerums församling och tidigare Marums församling) i Skara stift. Den ligger öster om tätorten Ardala i västra delen av Skara kommun.

## Kyrkobyggnaden
Marums kyrka uppfördes på tidigt 1100-tal och murverket är av sandstenskvadrar, liksom portalerna i söder och väster. Takstolarna i kyrkan daterades 1990 med dendrokronologi till åren 1114–1117. Två brädor med ristad djurornamentik har påträffats, vilket stämmer med tiden.
Utgrävningar på 1930-talet visade att kyrkan har haft ett smalt rakt avslutat kor i öster. Den västra delen av långhuset har en järnbeslagen port och tretton takstolar som härstammar från den medeltida kyrkan. Fragment av en 1100-talsmålning  i form av en ängel, som övermålats på 1400-talet, finns på södra långhusväggen.
På kyrkogården står en senmedeltida gotisk fönsteröppning. Kyrktornet av trä uppfördes i början av 1700-talet och har sannolikt varit en äldre klockstapel som flyttats till västgaveln.

## Renoveringar

### 1700-talet
Vid en större renovering åren 1783–1785 revs det gamla koret, kyrkan förlängdes i öster och nuvarande kor uppfördes. Fönstren förstorades och kyrkans inredning byttes till stora delar ut. Kalkmålningarna, föreställande draperier, en spelman och en djävul, som delvis fortfarande finns kvar, kan eventuellt ha tillkommigt vid denna renovering.

### 1800-talet
Vid en renovering 1861 revs vapenhuset och 1862–1864 revs den gamla sakristian av trä och ersattes av en ny i sten som uppfördes i öster. Vid denna tid tillkom en läktare som numera är riven. År 1871 utvidgades läktaren för att ge plats åt en ny orgelharmoni och 1874 ombyggdes altaret. År 1878 renoverades yttertaket och kyrkan målades invändigt vit, varvid alla dekorations- och väggmålningar försvann.

### 1900-talet
Åren 1932–1933 skedde en renovering enligt förslag av arkitekt Allan Berglund. Syftet var att återge kyrkan sin medeltida karaktär. Skulptör Axel Andersson i Morup kompletterade gamla altaruppsatsen och denna återinsattes. Ny predikstol och nya bänkar, enligt Allan Berglunds ritningar, tillverkades. Fönsteröppningarna gjordes rundbågiga istället för rektangulära och dubbla fönster insattes. Tornet renoverades och i bottenvåningen inreddes vapenhus med ny port. Mellan vapenhuset och kyrkorummet återupptogs en romansk portal och en ny ekdörr insattes. Sakristian fick ny port. Läktaren avlägsnades. Sakristian fick nytt tak, sadeltak istället för pulpettak och kyrkans tegeltak utbyttes mot tak i spån. Väggmålningarna konserverades av S O Svensson från Göteborg.
År 1978 revs troligen en mellanvägg i sakristian, som tidigare inrymt ett pannrum. År 1992 genomfördes en fasadrenovering.

## Inventarier

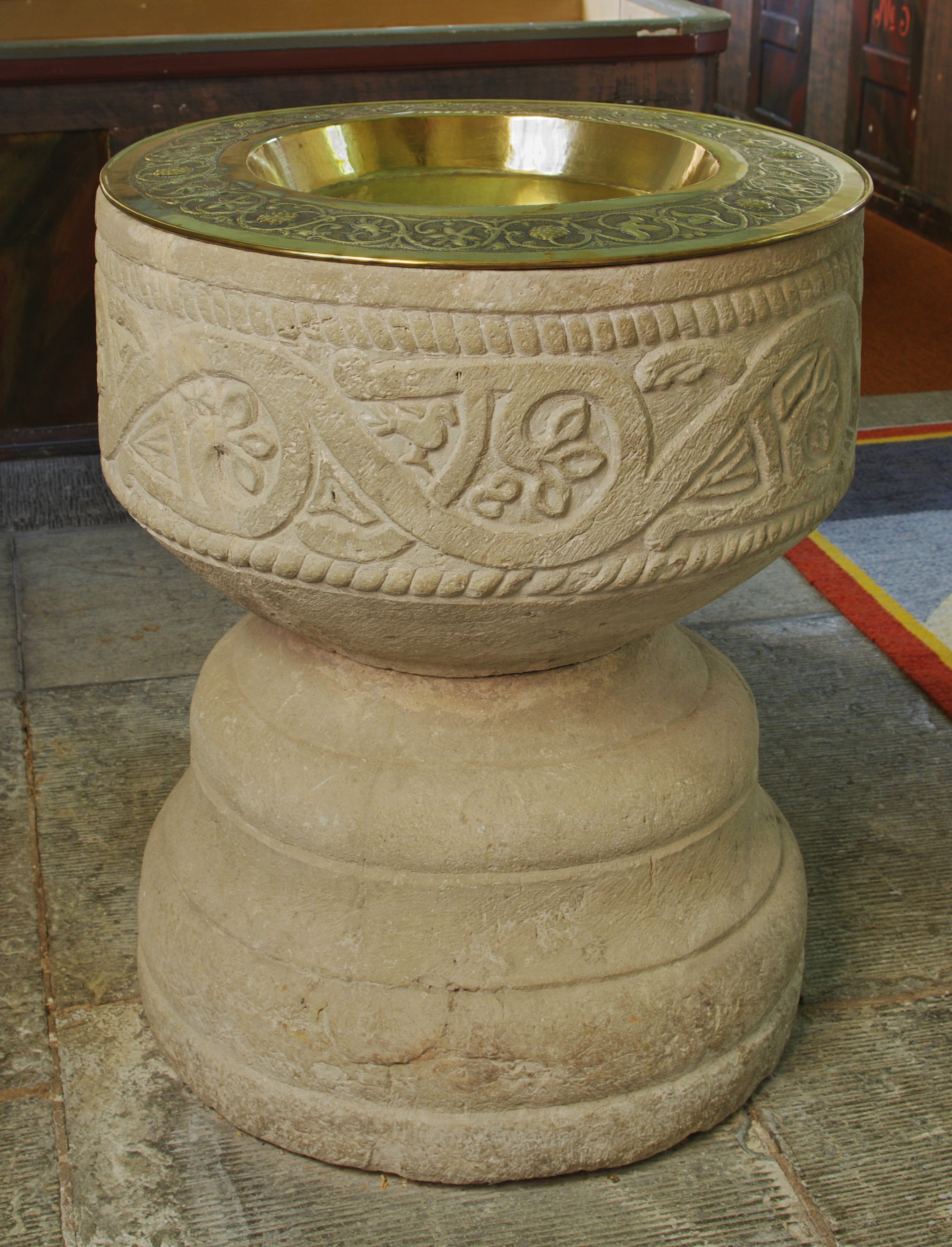
Dopfunten

- DopfuntenDopfunten är från 1100-talet och har en relief bestående av akantusblad och två drakar med en duva emellan.
- En tronande madonnaskulptur från 1300-talet utförd i ek och placerad i skåp. Figurens höjd 64 cm. Skåpet, förutom dess baldakin, är nytillverkat. Figuren restaurerades på 1950-talet.[1]
- Altaruppsatsen i barock tillkom 1698 och är delvis bevarad. På 1930-talet konserverades den av Olle Hellström från Skara och fick ett nytt underrede.
- Två evangelistskulpturer från 1698. På 1930-talet konserverades de av Olle Hellström från Skara.
- En predikstol införskaffades omkring 1785. Denna byttes sedan ut mot en ny i mitten på 1800-talet där den medeltida dopfunten fick fungera som fot till predikstolen. Vid renoveringen 1933 byttes denna ut mot en ny i äldre stil efter ritning av Allan Berglund.

### Klockor
Kyrkan har två medeltida klockor som båda saknar inskrift.
- Storklockan är av en vanlig senmedeltida typ.
- Lillklockan är troligen från 1100-talet och en av få bevarade i Sverige med bikupeform. Klockstolen som bär upp klockan förefaller även mycket ålderdomlig.

### Orgel
- En orgel från Nordfors & Co., Lidköping inköptes 1956 som ersättning för den gamla från 1871. Den är placerad på golvet i det nordvästra hörnet. Instrumentet har sex stämmor fördelade på manual och pedal.[3] Orgeln är mekanisk och byggdes färdig 1957.

| Manual         | Pedal   |  |
| Gedackt 8' B/D | Bihängd |  |
| Principal 4'   |         |  |
| Flöjt 4'       |         |  |
| Oktava 2'      |         |  |
| Kvinta 1 1/3'  |         |  |
| Mixtur 3 chor  |         |  |

## Bilder

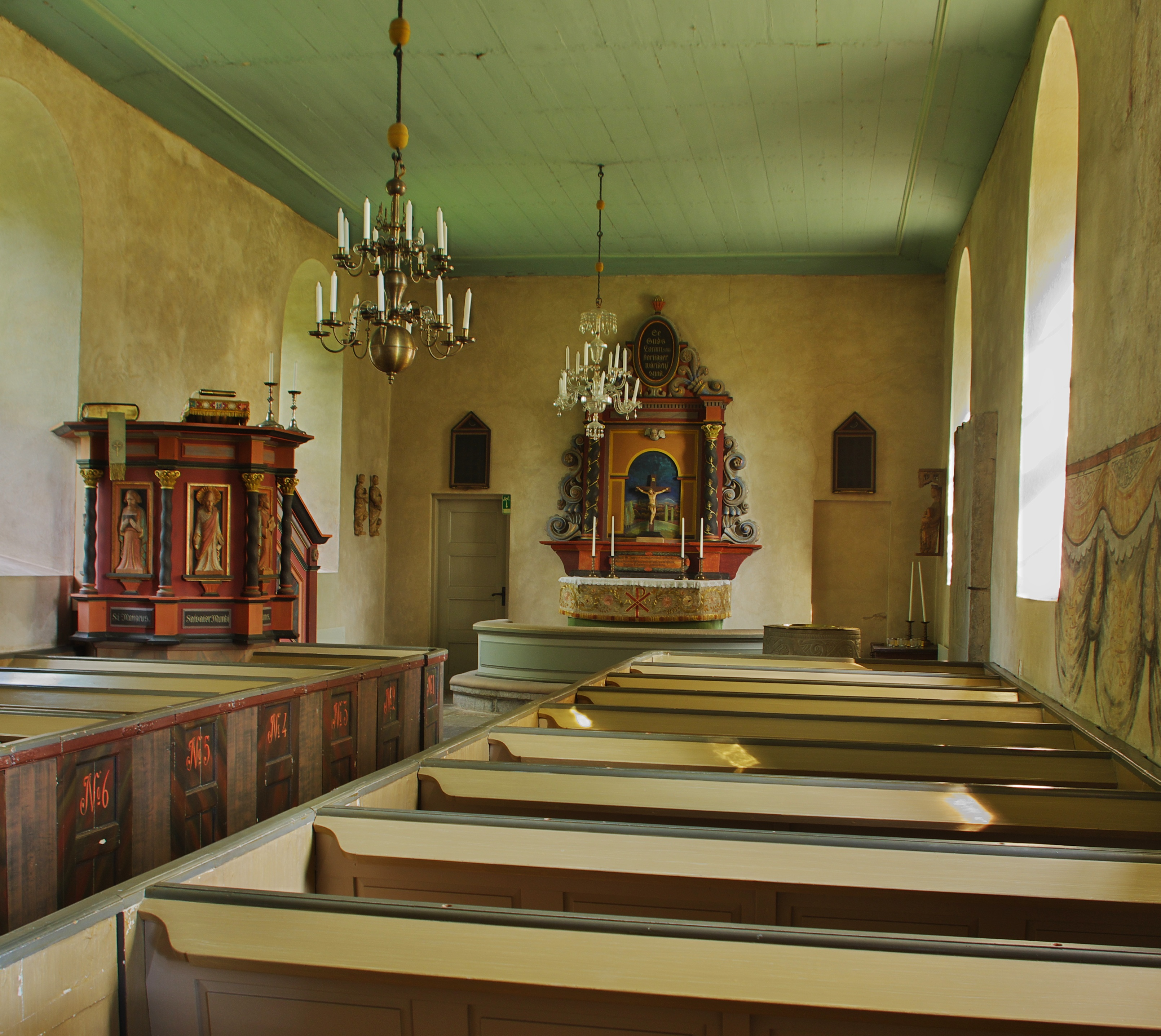
Interiör mot altaret.
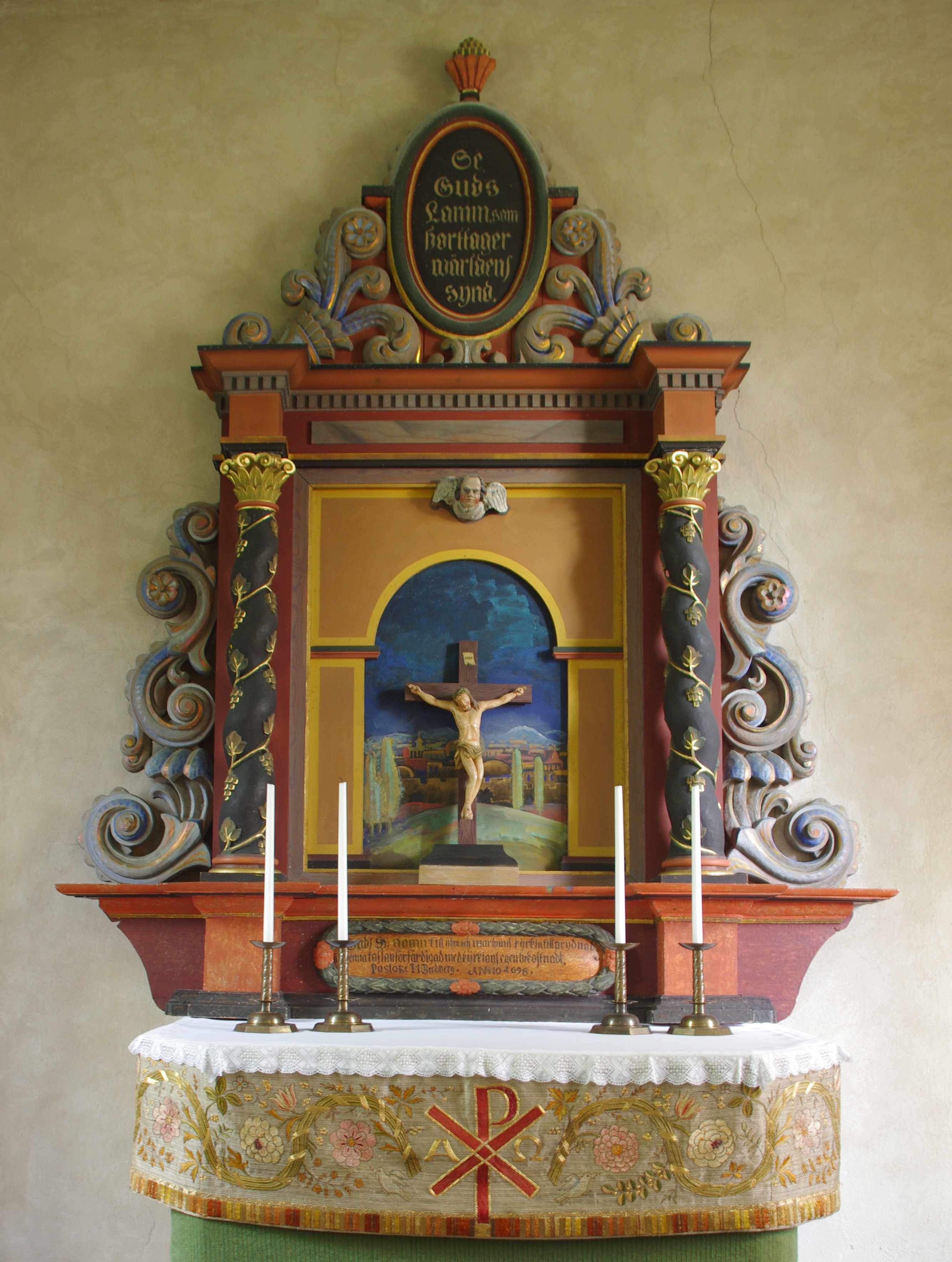
Altaret från medeltiden
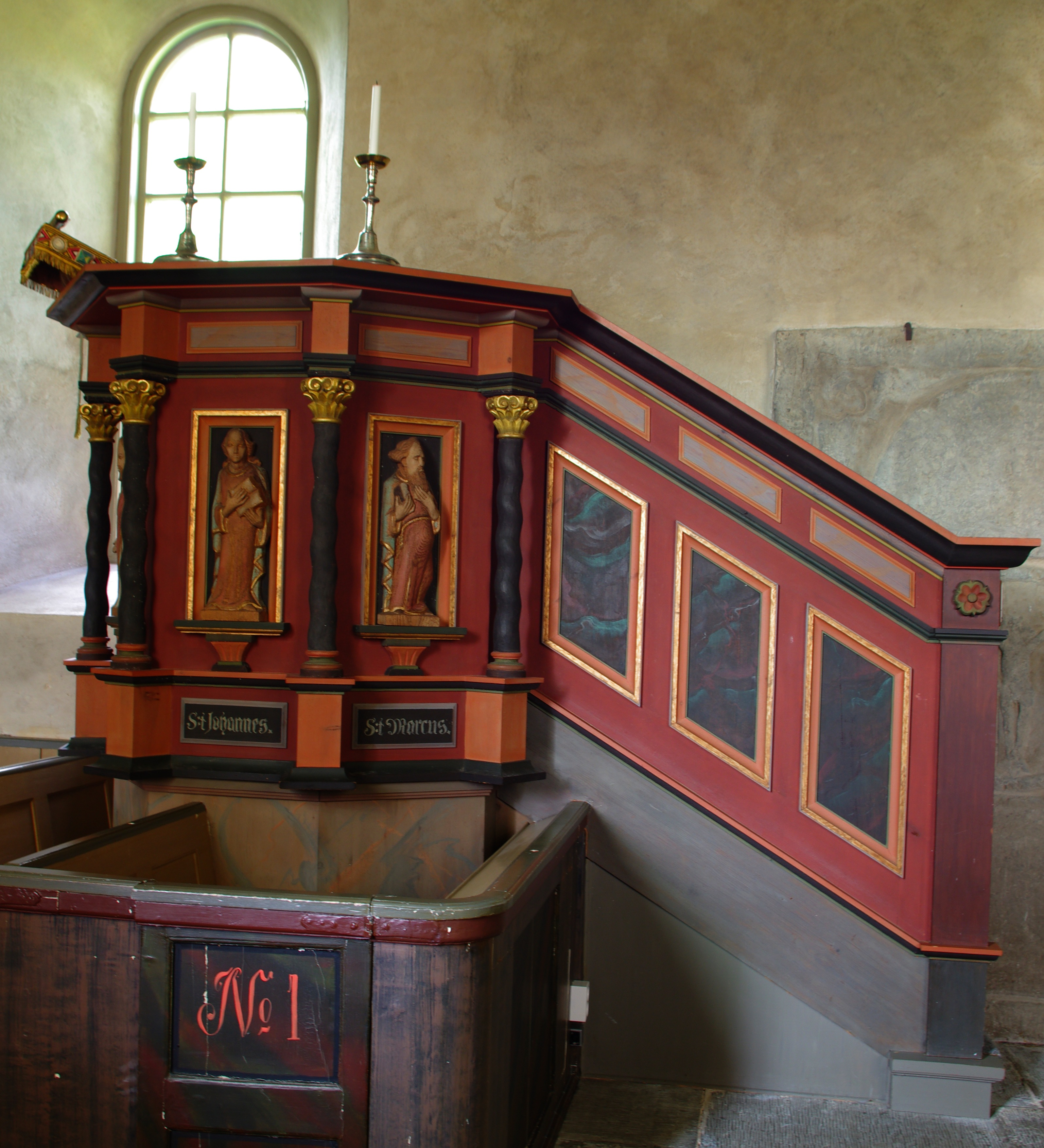
Predikstolen från 1933.
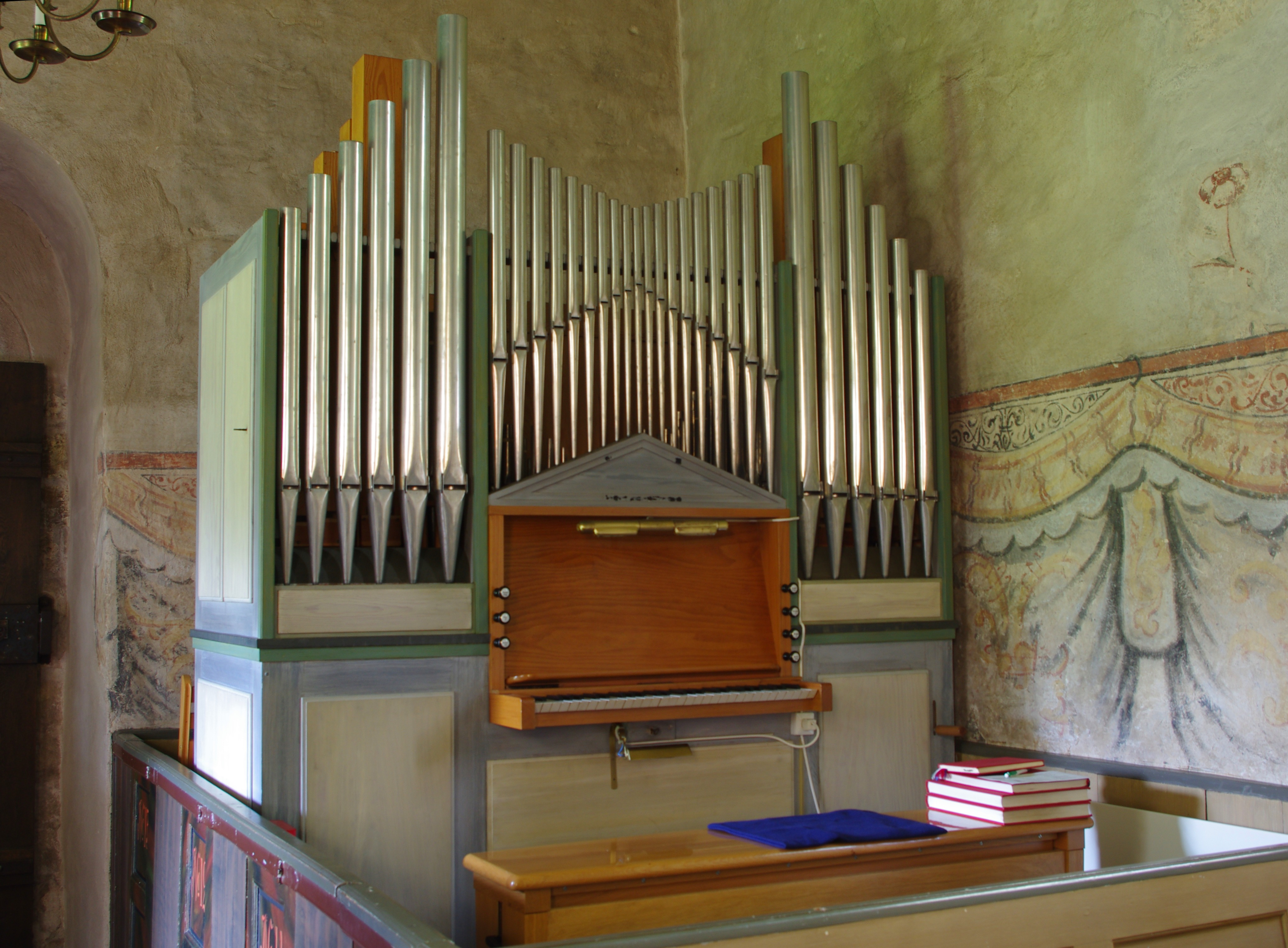
Orgeln från 1956.
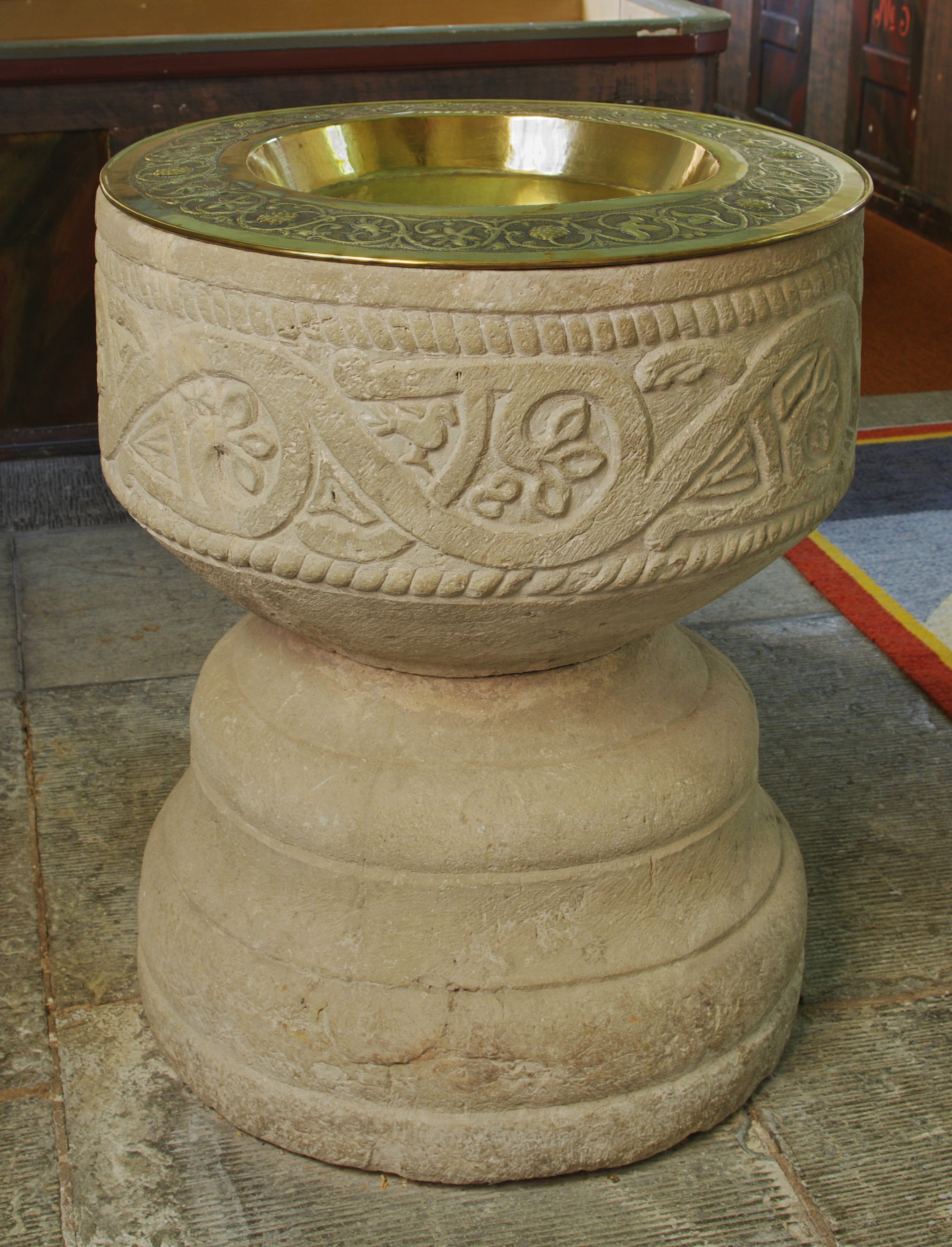
Dopfunten från 1100-talet.
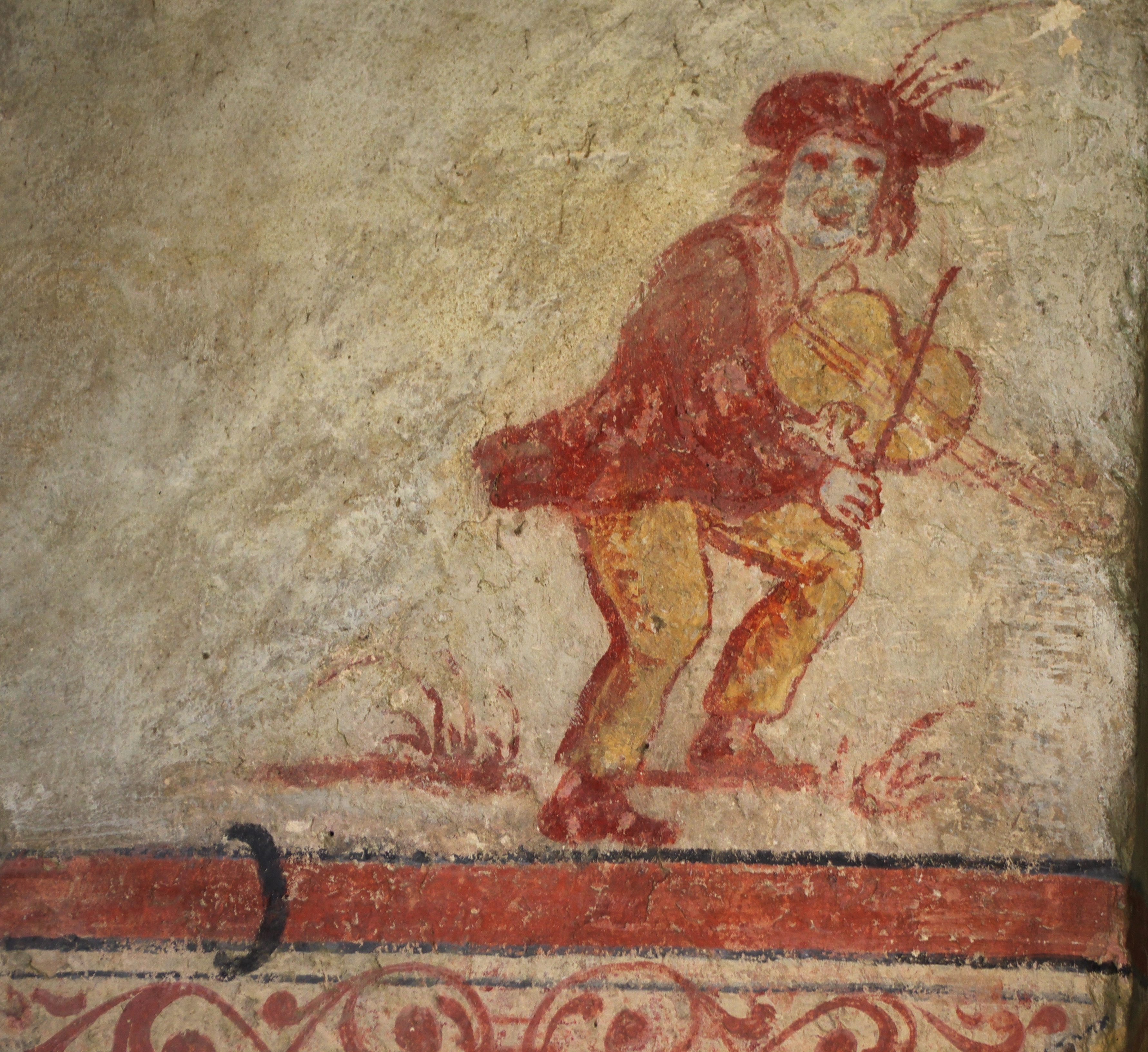
Kalkmålning från 1600- eller 1700-talet.